# Etica
L'etica, chiamata anche filosofia morale, è una branca della filosofia "che si occupa del costume, ossia del comportamento umano". Il termine deriva dal greco antico ἦθος?(trasl. êthos), cioè «carattere», «comportamento», «costume», «usanza», o, meno probabilmente, da ἔθος (trasl. èthos) cioè «costume», «consuetudine», «abitudine».

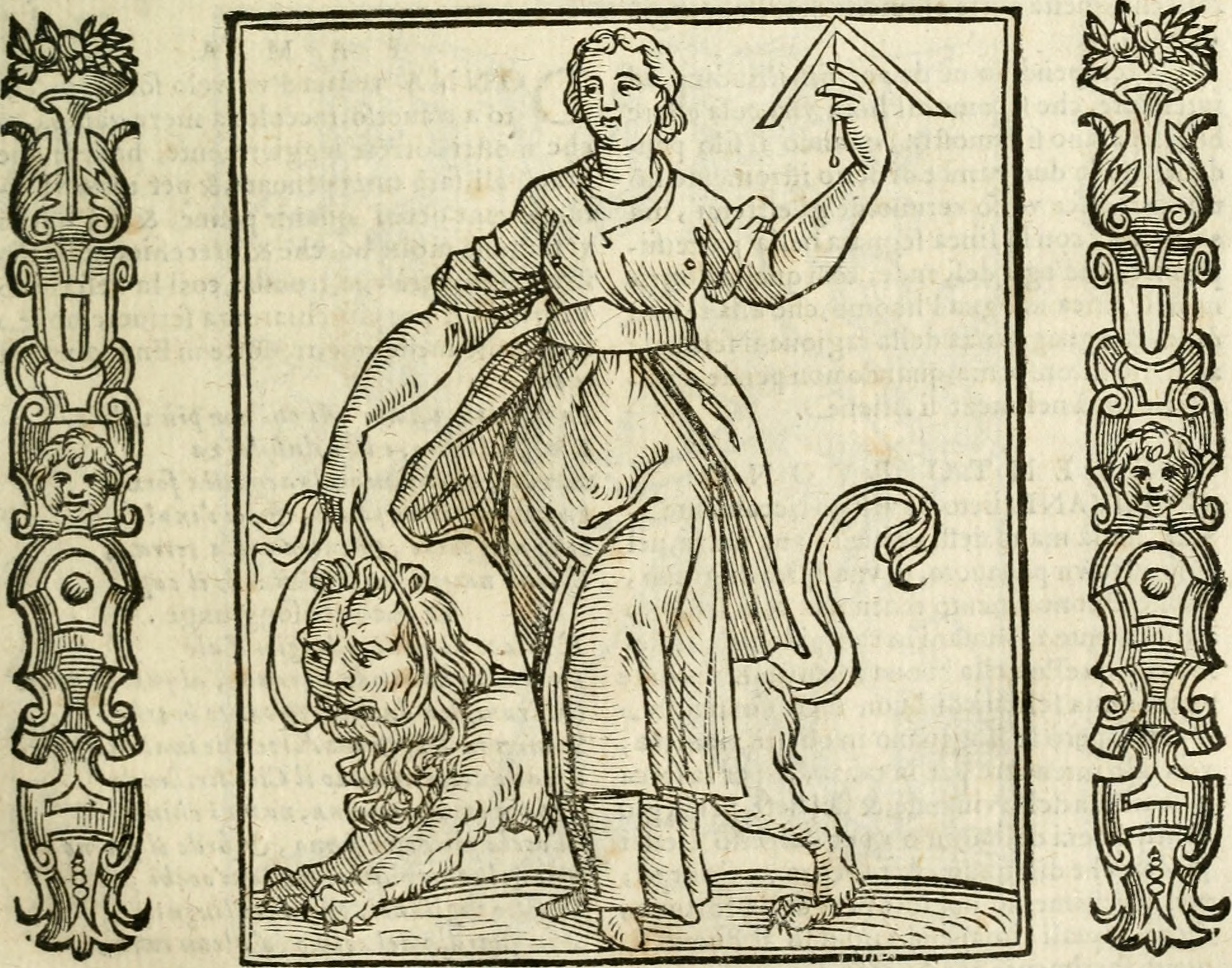
Allegoria dell'etica, dall'Iconologia di Cesare Ripa (1625).

L'etica studia i fondamenti che permettono di assegnare ai comportamenti umani uno status deontologico e normativo, ovvero distinguerli in buoni, giusti, leciti, rispetto ai comportamenti ritenuti ingiusti, illeciti, sconvenienti o cattivi secondo un ideale modello comportamentale (ad esempio, una data morale). Come disciplina affronta questioni inerenti alla moralità umana definendo concetti come il bene e il male, il giusto e lo sbagliato, la virtù e il vizio, la giustizia e il crimine.
Come campo di indagine intellettuale la filosofia morale è legata ad altre discipline come la pedagogia, la filosofia del diritto, la psicologia morale, la neuroetica, l'etica descrittiva e la teoria dei valori. Quest'ultima, insieme all'estetica, riguarda questioni di valore e comprende etica ed estetica unite nella branca della filosofia chiamata assiologia o "dottrina dei valori", cioè ogni teoria che consideri quanto nel mondo è o ha valore, e per tale aspetto si distingue da quanto è invece mera realtà di fatto".

## Significato concettuale
(Aristotele, Etica Nicomachea, Libro I, 1094a)
(Vocabolario Treccani)
L'etica è, quindi, sia un insieme di norme e di valori che regolano il comportamento dell'uomo in relazione agli altri, sia un criterio che permette all'uomo di giudicare i comportamenti, propri e altrui, rispetto al bene e al male.
Spesso etica e morale sono usati come sinonimi e in molti casi è un uso lecito, ma è bene precisare che una differenza esiste: la morale corrisponde all'insieme di norme e valori di un individuo o di un gruppo, mentre l'etica, oltre a condividere questo insieme, contiene anche la riflessione speculativa su norme e valori. Se la morale considera le norme e i valori come dati di fatto, condivisi da tutti, l'etica cerca di dare una spiegazione razionale e logica di essi.
L'etica può essere guardata come una "istituzione normativa” e “sociale” insieme:
- “istituzione", perché è un ente slegato dal singolo individuo (infatti esiste prima e dopo di esso) e perché coordina un gruppo svolgendo una funzione sociale;
- “normativa”, perché spinge gli individui ad agire e a provare sentimenti positivi o negativi in base alle sue norme;
- “sociale”, perché pone dei limiti al desiderio del singolo individuo per perseguire un obiettivo maggiore: il coordinamento sociale necessario per permettere ai più di mantenere uno stato di benessere e la possibilità di autorealizzarsi.

Affinché si comprenda al meglio la natura ambivalente, intima e collettiva, dell'etica possiamo confrontarla con un'altra istituzione normativa, il diritto. Entrambe le istituzioni regolano i rapporti tra individui affinché siano garantiti la sicurezza personale e l'ordine pubblico, ma si affidano a mezzi diversi. Mentre il diritto si basa sulla legge territoriale, valida solo sul territorio statale, che va promulgata affinché si conosca, e che se non rispettata sarà seguita da una pena, l'etica si basa sulla legge morale, valida universalmente, già nota a tutti in modo non formale; il primo si occupa della convivenza fra gli individui, la seconda della condotta umana più in generale.
Ma bisogna sottolineare come il rapporto tra etica e diritto nel corso della storia umana sia stato ambiguo. Mentre infatti il diritto è la scienza della coesistenza regolata da norme giuridiche che dovrebbero basarsi su principi etici e l'etica invece è la capacità di discernere ciò che è giusto da ciò che è ingiusto, essi non sempre coincidono o mirano allo stesso obiettivo.
Esistono, però, dei punti di incontro se si guardano i principi fondamentali del diritto stabiliti nella Dichiarazione Universale dei Diritti dell'Uomo. I principi della Dichiarazione vengono quindi raramente in dissonanza con il piano dell'etica ed ormai sono un punto di riferimento per ogni Stato e quasi obbligano questi stessi a formare gli ordinamenti di base seguendo quei principi.

## Filosofia pratica e metaetica analitica
Per comprendere l'oggetto dell'etica è utile mettere a confronto due modelli teorici.

### Metaetica analitica
Essa trova la sua prima esemplificazione nei Principia ethica di Moore. Moore si propone di analizzare in modo rigoroso il linguaggio morale e di definire il significato dei concetti propriamente morali (quali buono, doveroso, obbligatorio etc.). Moore, quindi, propone una distinzione fra vita morale e sapere e, di conseguenza, fra vita morale ed etica. L'etica non costituisce una forma di conoscenza, ma ha solo a che fare con emozioni, raccomandazioni e prescrizioni. La questione posta dalla metaetica relativa alla giustificazione dei princìpi morali è necessaria per dipanare l'intreccio di motivi e di princìpi che sono alla base della stessa conflittualità morale. La metaetica vuole dunque operare una chiarificazione concettuale, in modo tale da ridimensionare le pretese accampate da prospettive morali particolari. Essa delimita l'ambito dell'etica rispetto alle diverse espressioni dell'ethos.

### Filosofia pratica
La filosofia pratica reagisce contro la pretesa neutralità rivendicata dalla metaetica analitica. Infatti, pur rinunciando a una sua propria scientificità, non si può, secondo la filosofia pratica, pretendere dall'etica il medesimo rigore e la medesima precisione che si richiedono alla matematica. Le dimostrazioni della matematica sono sempre valide, quelle etiche lo sono per lo più. Quindi, l'etica non è una scienza fine a sé stessa, ma vuole orientare la prassi.
In definitiva, la filosofia pratica concepisce il sapere pratico come strettamente agganciato all'esperienza.

## Teorie teleologiche e deontologiche
Il problema da cui nascono queste due opposte ramificazioni è insito nella domanda: "Come possiamo stabilire che cosa è moralmente giusto fare per un certo agente?"
- In base alla teoria teleologica, un atto è "giusto" se e solo se esso (o la norma in cui esso rientra) produce, produrrà o probabilmente produrrà una prevalenza di bene sul male almeno pari a quella di qualsiasi altra alternativa accessibile. In altre parole, in questa teoria il fine dell'azione è posto in primo piano rispetto al dovere ed all'intenzione dell'agente.
- Secondo la teoria deontologica, invece, le modalità dell'azione sono l'azione stessa: nel valutare un'azione, cioè, non si può prescindere dall'intenzione dell'agente. Ne deriva che il dovere e l'intenzione sono poste prima del fine dell'azione.

Le teorie deontologiche possono asserire che i giudizi basilari di obbligo sono tutti e solamente particolari e che i giudizi generali sono inutilizzabili o inutili o derivanti da giudizi particolari (in questo caso abbiamo una teoria deontologica dell'atto). Un'altra teoria deontologica (detta teoria deontologica della norma) sostiene invece che il codice del giusto e del torto consiste in una o più norme e, quindi, che le norme sono valide indipendentemente dal fatto che esse promuovano il bene. Tali norme sono basilari e non sono derivate per induzione da casi particolari.

## Il Bene e il Giusto
Riguardo alla questione se sia prioritario il bene o il giusto, vi sono diverse teorie:
- il liberalismo riconosce una certa autonomia del giusto rispetto al bene, per cui è doverosa quell'azione che è conforme a una norma giusta e dobbiamo scegliere in base ai princìpi di giustizia. Tale teoria vede una sua nascita in Locke e in Kant e una ripresa, nel ventesimo secolo, in molti autori: da John Rawls a Robert Nozick.
- per il comunitarismo la giustizia non è una questione di regole e procedure, ma qualcosa che concerne il comportamento delle persone rispetto ai propri simili; la giustizia è una virtù della persona.
- Charles Taylor, invece, ritiene illusorio immaginare che il giusto possa prescindere dal riferimento al bene. Egli vede, dunque un primato del bene sul giusto, dove per bene non si intende l'utile, ma "tutto ciò che spicca sulle altre cose in virtù di una distinzione qualitativa". La moralità non concerne solo obblighi e regole pubbliche, ma concerne prima di tutto le distinzioni qualitative.
- l'assiologia, ovvero lo studio del valore, cioè della qualità. La teoria dei valori si occupa principalmente della natura del valore e della bontà in generale.

## L'utilitarismo
L'utilitarismo sostiene come criterio ultimo quello del principio di utilità, per cui il fine morale da ricercare in tutto quanto facciamo è la maggiore rimanenza possibile del bene sul male. In questo caso si parla, evidentemente, di bene e male non-morali. Ci sono tre tipi fondamentali di utilitarismo.

### Utilitarismo dell'atto
Il principio base rimane sempre quello della rimanenza del bene sul male, ma diviene fondamentale sottolineare il particolarismo, ossia che la domanda da porsi è cosa io debba fare in questa determinata situazione e non cosa tutti dovrebbero fare in certi tipi di situazioni. Quindi anche la rimanenza che si ricerca è riferita immediatamente al soggetto singolo e non è una rimanenza di bene generale.

### Utilitarismo generale
Questo si basa su due caratteristiche fondamentali:
- il principio base dell'utilitarismo
- il principio dell'universalizzabilità.

Quindi, nell'agire ciascuno si deve chiedere cosa accadrebbe se tutti agissero così in tali casi. L'idea sottostante all'utilitarismo generale è relativa al fatto che, se è giusto che una persona in una certa situazione faccia una certa cosa, allora è giusto che quell'azione sia fatta da qualsiasi altra persona in situazioni simili.

### Utilitarismo della norma
Esso pone in evidenza la centralità delle norme ed asserisce che generalmente, se non sempre, dobbiamo stabilire che cosa fare nelle situazioni particolari, appellandoci alle norme. Si differenzia dal deontologismo perché aggiunge a questo il fatto che dobbiamo sempre determinare le nostre norme domandandoci quale norma promuoverà il maggior bene generale per tutti. Quindi tutta la questione, nell'utilitarismo della norma, ruota intorno alla domanda: quale norma è più utile per il maggior numero di persone?

## Etica laica ed etica religiosa
Alla base di ciascuna concezione dell'etica sta la nozione del bene e del male, della virtù e una determinata visione dell'uomo e dei rapporti umani. Tali idee sono spesso correlate a una particolare religione, o comunque a un'ideologia.
L'etica a base religiosa infatti, fissa norme di comportamento che pretende valide per tutti perché basate su una rivelazione fatta da Dio all'uomo, per una qualche via. In quanto divina, la rivelazione assume una validità superiore a quella della riflessione umana ma, a seconda della religione in questione, la rivelazione viene trattata come assiomatica e immodificabile o come mediata dalla umanità del ricettore (o dei ricettori) del messaggio rivelativo e quindi resa oggetto di riflessione e parziale ampliamento o evoluzione storica. Dall'altra parte l'etica laica non si basa su valori eterni e si dimostra solitamente attenta alle esigenze umane che tengano conto delle condizioni e delle trasformazioni storiche. In realtà parlare di una etica laica presuppone già il confronto con l'etica religiosa, ovvero con un sistema di valori dogmaticamente e universalmente individuati; in realtà è più opportuno parlare di un approccio laico al problema etico, definendo questo approccio come scevro da riferimenti a un'ideologia predeterminata e più portato a misurarsi con le problematiche dell'individuo e del concreto contesto storico in cui esso si esprime.

### Etica cristiana
Il fondamento dell'etica cristiana è l'esercizio dell'amore verso il prossimo, mediante il quale si esprime l'amore verso il Creatore. Per il cristiano, il problema morale coinvolge quelli della salvezza dell'anima e del libero arbitrio. Etica della verità ed etica della carità, laddove per carità intendiamo l'amore di Cristo, quello che acquisisce la persona santa.
La carità è vissuta, agisce dall'interno delle coscienze e considera ogni essere umano come individuo irriducibile ed inconfondibile (persona), non sopporta regole generali, si incarna negli esseri umani, rifugge dalle condanne, perdona e riconcilia. La verità conosciuta, agisce dall'esterno, considera ogni essere come individuo riconducibile e assimilabile ad altri, produce regole generali, formula precetti e commina sanzioni, separa i buoni dai reprobi.
Per etica cristiana si intende la vita nuova in Cristo che viene partecipata al discepolo che ha ricevuto il Battesimo (si confronti la dottrina di Paolo apostolo nel Nuovo Testamento).
Attraverso il Battesimo, il Cristo rende partecipe il credente del suo stesso amore. In ragione di questo evento, il credente non appartiene più a sé stesso ma al Cristo che è morto per lui e riceve in dono il comandamento di amare come ha amato Gesù il Cristo.
- Lo Spirito Santo, che abita nel cuore del credente, è il principio di tutta la vita in Cristo, perché è Colui che interiorizza la verità dell'Amore di Cristo.

I fondamenti dell'etica cristiana per tutte le chiese sono dati dall'etica neotestamentaria (che discende dagli insegnamenti di Gesù il Cristo). Per l'etica cattolica dobbiamo poi aggiungere il pensiero espresso nella Tradizione e nel Magistero della Chiesa lungo i secoli, oggi racchiuso, attualizzato e sviluppato nei più recenti documenti come quelli del Concilio Vaticano II (Gaudium et Spes, ...), nelle varie encicliche dei papi del Novecento e soprattutto di Papa Giovanni Paolo II (tra cui Fides et Ratio e Veritatis Splendor), e nell'approfondimento dei teologi che indagano le verità cristiane e le verità morali. In maniera simile anche nelle altre chiese l'etica ha ricevuto supporti successivi (e ancor oggi li riceve): basti pensare all'attenzione riservata ai Padri orientali da parte dell'ortodossia, ai sinodi delle chiese protestanti e ortodosse, alle prese di posizione ufficiali delle varie Chiese nella loro conciliarità.
L'etica cristiana non considera sé stessa un'imposizione al "mondo". A fondamento dell'etica cristiana sta l'"avvenimento" Cristo e il suo mistero pasquale; all'origine di tutto ciò che il cristiano deve fare, sta il suo essere collocato dentro l'avvenimento del mistero pasquale di Cristo. Per cui l'etica cristiana è una
- etica cristocentrica: ha al centro l'"avvenimento" Cristo, mistericamente presente e partecipato;
- etica della grazia: perché il dono di Dio precede e rende possibile ciò che il cristiano è chiamato a portare avanti nel comandamento dell'amore;
- etica della fede: solo nella fede essa trova il suo significato.

Questa etica, così particolare e specifica, vuole essere in dialogo con ogni altra etica, perché ha il compito di servire e liberare l'uomo dall'egoismo. Essa si "ritrova" in tutto ciò che di buono e di degno va a fondare l'azione degli uomini, perché riconosce fermamente che lo Spirito agisce anche al di fuori del popolo dei battezzati. Certamente questa etica difende la sua identità, perché fondata sulla parola di un Cristo, ritenuto nella fede di tutte le chiese cristiane il Figlio di Dio. Essa non può essere cambiata secondo il "sentire" delle epoche o il fluttuare delle mode e dei modelli di comportamento, alcune volte creati ad hoc da strumenti di potere che controllano l'economia, la cultura o altro, perché avrà sempre il suo diretto riferimento alla parola del creatore.

## Valore morale e responsabilità
Quando si parla di buono o cattivo, possiamo farlo in termini morali o non morali. Possiamo infatti parlare di una buona vita o di una vita buona e solo nel secondo caso intendiamo dare un giudizio morale sulla condotta della vita, mentre nel primo la felicità della persona può non dipendere dalla persona stessa. Nel corso della sua storia, la moralità si è occupata di coltivare certe disposizioni dell'uomo, tra cui figurano certamente il carattere e la virtù:
- le virtù sono disposizioni, o tratti, non interamente innate. Esse devono essere acquisite, almeno in parte, attraverso l'insegnamento e la pratica continua di tali insegnamenti. Di fatto la moralità dovrebbe essere concepita primariamente come acquisizione e coltivazione di tali tratti, ossia il fare delle virtù un vero e proprio habitus.

Il concetto di responsabilità si esercita nell'ambito dei rapporti interpersonali: infatti deriva dal latino spondeo “prometto, do la mia parola”, ed è evidente il collegamento con la parola “risposta”, come in tedesco (Verantwortung) e Antwort (risposta) che implica gli altri. Questo termine ha trovato una prima utilizzazione in ambito giuridico e politico con G.W.F. Hegel (1770 – 1831) in “Lineamenti della filosofia del diritto”, in cui parla della responsabilità in riferimento al problema del male che viene compiuto, al tema della pena e soprattutto alla questione della possibile riparazione del danno che si è prodotto, che rinvia al futuro.
Max Weber (1864 – 1920) in una conferenza nel 1919 afferma che l'etica della responsabilità consiste nel fatto che, poiché il futuro si prospetta nella sua incertezza, l'uomo politico deve rispondere delle conseguenze (prevedibili) delle proprie azioni che hanno un peso sulla vita dei propri simili, attraverso lo scontro politico. Distingue l'etica della responsabilità dall'etica della convinzione e dell'intenzione. Critica il pacifismo e l'uso di mezzi immorali partendo da principi puri. Richiede lo sviluppo dell'argomento ad consequentiam: la valutazione di un atto o di un evento dipende dalle conseguenze attese, conseguenze che sono ritenute altamente probabili sulla scorta dell'esperienza fatta.
Sul finire del XX secolo Karl-Otto Apel estende l'etica di Weber come modalità propria di tutti gli uomini, con la sua etica discorsiva che è una trasformazione dell'universalistica etica deontologica di Kant. Secondo Apel l'a priori da cui Kant faceva dipendere la possibilità della conoscenza e dell'universalità della scienza (per cui la ragione singola dell'individuo si chiede se il suo principio pratico può essere universalizzato) non è una struttura profonda della ragione, ma è il linguaggio, che a propria volta è retto da un a priori secondo cui tutti rispondono idealmente all'osservanza delle quattro pretese di validità di una comunicazione. Quindi l'etica discorsiva riflette su ciò che, assieme, vogliamo riconoscere nell'argomentazione come moralmente obbligante, volgendosi alla macroetica planetaria.
Secondo Emmanuel Lévinas si deve parlare di etica come responsabilità, perché non vi è alcun senso etico al di fuori della responsabilità verso altri. Hans Jonas (1903-1993) è tra gli autori contemporanei che hanno contribuito alla riflessione morale sul concetto di responsabilità nell'era tecnologica. Per Jonas il principio della responsabilità e la sua prassi acquistano una dimensione nuova considerando la minaccia incombente del progresso tecnologico nei confronti dell'uomo e della natura. Il superamento del dualismo e del nichilismo moderno si fa dunque tramite questa nuova guida dell'agire umano nella riscoperta di quegli scopi e valori intrinseci alla natura, ma messi a tacere dal trionfo della ragione strumentale.

### L'etica della virtù
Un'etica della virtù si basa evidentemente sul concetto di virtù. Con questo termine si intende una disposizione, un habitus, una qualità o un tratto del carattere che un individuo ha o cerca di avere. Questa etica non assume i princìpi deontici come base della moralità, ma considera basilari i giudizi areteici. I princìpi deontici derivano da quelli areteici; se non derivano da questi, sono superflui. Un'etica della virtù considera i giudizi areteici sulle azioni come giudizi secondari e basati sui giudizi areteici sulle persone e sui loro motivi o tratti del carattere. Quindi per l'etica della virtù la moralità non ha a che fare con l'obbligatorietà dell'azione. Per essere morali bisogna essere un certo tipo di persona, non semplicemente agire in un certo modo. Si guarda, dunque, primariamente alla persona ed al suo essere piuttosto che all'azione che essa compie.

### Responsabilità morale
Con questo termine generalmente si vuole attribuire un'azione ad un agente. Possiamo operare tale attribuzione in tre modi fondamentali:
- dicendo che una persona è responsabile
- dicendo che una persona... è responsabile di un'azione...
- dicendo che una persona... è responsabile di un'azione..., intendendo con... qualcosa ancora da farsi, intendendo quindi che la persona... ha la responsabilità di fare... .

Il problema è:
"a quali condizioni è corretto giudicare o dire che... è responsabile di...?"
Ci sono convenzionalmente due condizioni necessarie tramite le quali possiamo definire... responsabile:
- che... sia abile a compiere...
- che... faccia... .

Ora, il problema è: queste condizioni sono necessarie. Ma sono anche sufficienti? Aristotele riteneva che un soggetto è responsabile nel momento in cui
- la causa dell'atto è interna al soggetto, cioè se il soggetto non è costretto ad agire da qualcuno o qualcosa di esterno
- l'atto non è risultato dall'ignoranza, cioè se il soggetto è anche cosciente dell'azione che compie.

Da queste problematiche nascono anche le teorie del determinismo etico e quella dell'indeterminismo etico.

## Filosofia della scienza; etica applicata alla scienza (bioetica, ecosofia)
Premesso il richiamarsi agli studi e dibattiti di Filosofia della scienza, l'etica applicata fa la comparsa all'inizio degli anni Settanta con l'intento di promuovere una riflessione etica non di tipo generale o fondamentale, ma strettamente agganciata alle problematiche particolari, per tenere testa allo sviluppo tecnologico e scientifico, sforzandosi d'integrare la propria competenza con l'acquisizione di nozioni e dati che provengono dalle scienze naturali, biologiche, sociali ecc.
“Lo studio sistematico del comportamento umano nel campo delle scienze della vita e della salute, in quanto questo comportamento è esaminato alla luce di valori e principi morali”.
Arne Næss (1912-2009)
filosofo norvegese.
Si contrappone all'antropocentrismo (rifiuto dell'immagine dell'uomo nell'ambiente) con il biocentrismo (immagine relazionale) in “linea di principio” perché non tutto è evitabile, ed è “inevitabile una certa quantità di uccisioni, sfruttamento e soppressione”. Il mancato riconoscimento dell'egualitarismo e dell'interdipendenza tra le specie viventi compromette la qualità della propria vita perché la isola dalle altre (crisi ambientale), quando invece c'è bisogno di identificarsi in profondità con gli altri esseri (Spinoza). L'ambiente è una rete che collega una molteplicità di nodi, e la qualità della vita di un singolo nodo dipende dalla relazione instaurata con gli altri nodi.
Teorico dell'ecologia profonda (deep ecology) che contrappone nel 1973 all'ecologia superficiale, è stato il primo a utilizzare il termine ecosofia (oikos=casa-terra).
Revisiona il secondo imperativo categorico di Kant: “non usare mai un'altra persona solo come mezzo”, con “non usare mai un essere vivente solo come mezzo” perché hanno tutti un valore intrinseco.
Hans Jonas (1903–1993)
filosofo tedesco di origine ebraica.
Il bene è l'essere, e congiungendo ciò che Aristotele nell'Etica Nicomachea separava, l'agire (praxis) e il produrre, promuove le condizioni per la sopravvivenza del genere umano e dell'ecosistema vedendo un fine per l'agire della natura umana la quale, avendo delle capacità specifiche in più, come quella di distruzione con la produzione di armi atomiche, deve attuare il principio di responsabilità, prendendosi cura della natura e del futuro del pianeta terra.
La reciprocità consiste che al dovere dell'uno corrisponde il diritto dell'altro e viceversa. In questo caso il diritto delle generazioni future.
La sua riflessione è un'etica fondata sulla metafisica, perché nega la fallacia naturalistica secondo la quale l'etica non può derivare dall'ontologia, il dover essere dall'essere, da una descrizione avalutativa dell'essere non si può derivare una prescrizione valutativa per l'essere.
Il termine bioetica, coniato nel 1970 dal cancerologo statunitense Van Rensselaer Potter, indica un'etica non incentrata sugli esseri umani e le loro azioni reciproche, quanto piuttosto sull'assunzione di responsabilità dell'uomo per il sistema complessivo della vita. Con lo stesso termine, in seguito, si venne a delineare lo studio della condotta umana nell'area delle scienze della vita e della cura della salute, esaminata alla luce di valori e princìpi morali. La bioetica si sviluppa negli anni settanta fra il Kennedy Institute of Ethics (a Washington) e l'Hastings Center (a New York), in cui nasce la più importante rivista di bioetica "The Hastings Center Report".
La bioetica nasce perché lo sviluppo delle scienze e delle tecnologie biomediche hanno posto problemi che travalicano l'ambito del sapere scientifico per investire quello della responsabilità morale e della regolamentazione giuridica. Possiamo elencare alcune importanti novità che effettivamente hanno portato alla nascita della bioetica:
- la scoperta della struttura a doppia elica del DNA (1952)
- la conseguente ingegneria genetica
- la preparazione della pillola di Pincus per la contraccezione ormonale (1953)
- lo sviluppo del trapianto d'organo (1967)
- il sostegno artificiale delle funzioni vitali (1968 - 1970)
- il concepimento in vitro (1978)
- la clonazione (1997).

Queste sono le questioni che hanno dato luce alla bioetica e che fondamentalmente la tengono in vita, dando origine a due posizioni:
- la bioetica può assumere la figura di una riaffermazione di alcuni valori centrali già presenti nell'etica tradizionale di derivazione ippocratica (dignità della vita umana individuale e sua inviolabilità) e quindi può porre un argine allo sviluppo indiscriminato delle tecnologie;
- può diventare il luogo di una nuova etica per molti aspetti rivoluzionaria sic et simpliciter.

Engelhardt (1941-2018),
filosofo e bioetico statunitense, è propugnatore di una bioetica laica.
Solo una persona gode di uno status morale poiché possiede quattro caratteristiche: 
1. l'autocoscienza,
2. la razionalità,
3. un senso morale minimo,
4. la libertà.

Il nucleo centrale della sua riflessione è costituito dalla difesa della diversità morale nella società pluralistica contemporanea, abitata da individui che non appartenendo alla stessa comunità etica compiono scelte morali differenti e contrastanti. Le controversie possono essere risolte con l'accordo. Egli introduce il principio del permesso e subordinato il principio di beneficenza, che consiste nel fare agli altri il loro bene. Senza un impegno per la beneficenza, l'impresa morale sarebbe priva di senso. Il contenuto dei doveri di beneficenza può derivare anche da accordi espliciti.

## L'etica dei media e della comunicazione
Dagli anni Ottanta, con la crescita di importanza dell'impatto sociale delle Tecnologie dell'Informazione e della Comunicazione, ed in particolare di Internet, è maturata una riflessione sugli aspetti etici dell'uso dei mezzi di informazione e comunicazione. Questa disciplina, chiamata appunto etica dei media ha poi dato luogo ad altri sottosettori disciplinari come la webetica.

## Etica dell'ambiente, ecosofia ed ecoteologia
La riflessione dell'etica dell'ambiente riguarda la qualità ontologica della relazione con la natura. L'esigenza dell'etica dell'ambiente è sorta quando il quadro generale delle condizioni del pianeta ha registrato un netto deterioramento delle risorse disponibili rinnovabili e non. L'uomo, soprattutto a partire dal Novecento, ha fatto in modo che la vita della natura fosse sotto il suo controllo diretto, sconvolgendo quella che da sempre era stata la visione della natura. La natura è così divenuta un "ente disponibile", manipolabile e controllabile.
Ne deriva che l'uomo è passato da una concezione qualitativa a una percezione tendenzialmente quantitativa, da una percezione naturale a una tecnologica, dall'idea del prodotto di Dio, all'idea del prodotto dell'uomo, all'artificio. 
Appurato che l'ambiente appartiene alla sfera dell'etica, in quanto partecipante della trascendentalità umana, restano basi portanti per la dimostrazione che c'è un rapporto fondamentale tra ambiente e uomo (mezzo attraverso cui si conferma ancora l'ingresso di diritto dell'ambiente nel mondo dell'etica) le sequenzialità che:
- si considera etica tutto ciò che nella prassi umana importa l'idea di fine e mai di mezzo.
- poiché trascendentalità ed eticità formano un circolo, come sostiene anche Carmelo Vigna un essere umano, che non è solo trascendentalità, ma anche empireia, non apparterrebbe al mondo dell'etica se il rapporto tra il suo lato trascendentale e quello empirico non implicasse una certa necessità.
- se possiamo indicare un'inevitabile relazione tra l'uomo e la natura, guardando al lato della corporeità, allora, in certo modo, anche la natura entra nel cerchio dell'eticità, perché proprio per il nesso con la corporeità, entra nella trascendentalità.

L'etica dell'ambiente pone come basi di tutta la sua logica tre concetti:
- rispetto, che si ha per tutto quello che deve essere lasciato essere, cioè per tutto quello che reca in sé il sigillo della trascendentalità. In questo senso è sempre fine e mai mezzo.
- cura responsabile, che si ha per qualcosa che dipende in qualche modo da noi o qualcosa che ci appartiene o ci è affidato.
- amore per la natura, il rispetto e la cura responsabile da soli, infatti, non sono sufficienti. L'etica è sempre una dottrina dell'amore per l'altro oggetto.
- riconoscimenti del valore non strumentale (in alcuni casi anche intrinseco) della natura nel suo complesso o nei suoi singoli enti (organici e inorganici).[15]

## Etica ed economia
La separazione fra economia ed etica consiste nel fatto che l'economia generalmente non discute dei fini, ma dei mezzi per realizzare i fini. La normatività dell'economia consiste nel fatto che essa deve cercare di ottenere i suoi fini col minor costo possibile (cioè esiste indubbiamente una ricerca di efficienza). Di fatto l'efficienza ha delle implicazioni in termini di etica delle istituzioni e dei comportamenti. Il punto di partenza dell'analisi economica è l'individuo considerato come essere razionale e di massimizzare tali preferenze. Ora, le preferenze fanno certamente riferimento al miglioramento nella disponibilità di beni e di servizi. In questo modo l'efficienza non viene giudicata in base ai criteri della giustizia distributiva.
Esiste un dibattito a proposito dell'etica e del mercato economico. Infatti sotto il profilo del rapporto tra mezzi e fini, il mercato si presenta come un mezzo e l'etica che ne deriva è un'etica dei mezzi. Da ricordare come le sperimentazioni, oggi, generalmente, necessitano di ingenti risorse finanziarie.
John Locke attribuiva al mercato un valore morale in nome di una teoria della legge naturale. In economia il fine assegnato al mercato è l'efficienza nella produzione e nello scambio di beni privati tra individui le cui preferenze sono basate sull'interesse proprio: qualsiasi intervento pubblico, secondo tale visione, che ostacolasse il libero svolgere degli scambi dei diritti privati di proprietà, entrerebbe in conflitto con la stessa legge naturale.
Completamente opposta a tale visione, è quella che vuole l'operare di istituzioni di controllo del mercato (controllo tra le imprese, tra le imprese e i consumatori, tra le imprese e i lavoratori) e che altrettanto chiama a gran voce lo sviluppo di codici etici, senza i quali gli stessi risultati di efficienza sono destinati a essere messi in crisi.
In contrapposizione alle attività finanziarie speculative si pongono le attività di finanza etica, che si presenta quale punto di riferimento per qualsiasi tipo di attività finanziaria.

## Etica del lavoro
Negli ultimi due secoli il concetto di lavoro è venuto a scontrarsi con quello di etica dando origine a due posizioni davvero interessanti:
- critica all'alienazione nel lavoro; si tratta della speculazione derivante dal filone marxista e neomarxista. Segue la logica di svuotamento del lavoro e di alienazione rese idee concrete da Marx, secondo cui il lavoratore viene ad essere uno strumento dello strumento.
- critica dell'alienazione da lavoro; questa denuncia la connotazione alienata di un lavoro non misurato nella sua giusta dimensione e portato a schiacciare l'umano, e con esso l'ambiente naturale. Ne deriva che l'imperativo sia quello di avere una comprensione del lavoro come momento parziale dell'umano. Infatti l'alienazione da lavoro non può essere superata se non guardando e proiettandosi in ciò che è altro-dal-lavoro, operando cioè, come sostiene Francesco Totaro, una "ricalibratura della prassi[16]" rispetto al lavoro e alla persona.

Il modello ideale del lavoro deve soddisfare a una triplice relazione: 
- con il proprio mondo
- con il mondo degli oggetti prodotti
- con il mondo degli altri soggetti.

Il lavoro, secondo le correnti di etica del lavoro, è autentico (in senso heideggeriano) solo se offre al soggetto la motivazione per esprimere la propria personalità in ciò che fa lavorando.

## Neuroetica
Negli ultimi anni, inoltre, con lo sviluppo delle neuroscienze, si è sviluppata una disciplina conoscitiva che si occupa dello studio neuroscientifico delle questioni proprie dell'etica, la neuroetica.

## Etica in rete
Anche in internet esistono delle condotte che vengono riconosciute come corrette nell'ambito del web.
- Netiquette: consiste in una serie di regole che dovrebbero essere rispettate durante qualsiasi interazione con altri utenti di internet
- RFC 1855 (Request for Comments) denominato “Netiquette guidelines”: documento che indica come si deve comunicare su internet. Tuttavia i contenuti sono stati scritti parecchio tempo fa e quindi la ragione per cui è stata scritta forse è stata persa oggi. Questa guida fornisce informazioni alla comunità di Internet senza rappresentarne alcuno standard e la sua distribuzione risulta essere illimitata. Il documento è suddiviso in tre sezioni. La prima tratta le comunicazioni definite "One-to-one" che includono la posta elettronica e i "talk". Vengono definite tali le comunicazioni in cui vi è un dialogo, ovvero quando una persona comunica con un'altra come se fosse faccia a faccia. In questo caso, le regole di corretta educazione che si applicano nella vita reale sono doppiamente importanti su Internet in quanto, in Rete,  i gesti e il tono associati ai messaggi devono essere desunti. La seconda sezione presenta, invece, le comunicazioni "One-to-many" che includono le mailing list e le NetNews. Questa tipologia di comunicazione presenta regole di comportamento simili a quelle valide per le comunicazioni "One-to-one" ma si deve tenere presente che, in questo caso, vi è la possibilità di offendere un numero molto maggiore di persone rispetto alla comunicazione "One-to-one". Per questo motivo, è importante conoscere più che si può dei destinatari dei messaggi. Infine, l'ultima sezione concerne i Servizi Informativi al cui interno si possono individuare ftp, WWW, Wais, Gopher, MUDs e MOOs che rappresentano aree informative.[18]
- RFC 2635 o "Don't spew": spiega perché la moltitudine di messaggi di posta indesiderata (spam) sia dannosa nella community di Internet e fornisce una serie di linee guida per la loro gestione da parte di utenti, system administrators, mailing list managers e news administrators. Inoltre, propone dei suggerimenti che l'Internet Service Providers potrebbe seguire.  Come RFC 1855, questo documento non specifica uno standard di nessun genere ma fornisce unicamente informazioni alla comunità di Internet. Lo spam è visto così negativamente poiché, prima di tutto, la sua crescita volumetrica potrebbe avere un impatto sulla possibilità di sopravvivenza della mail come mezzo di comunicazione.[19]

## Etica e diritto
I punti di contatto tra etica e diritto sono svariati. Nella storia dell'uomo tuttavia vi sono stati molti casi in cui il diritto non ha seguito la morale, come ad esempio nel caso delle leggi di Norimberga del 1935 in Germania o delle leggi razziali italiane del 1938. Dall'altra parte, vi sono molti casi in cui l'uomo ha rifiutato il diritto con il fine di seguire la propria etica. Questo è il caso dell'Obiezione di coscienza che risulta essere un comportamento con origini molto antiche nella storia dell'uomo. Infatti, Sofocle con la sua tragedia Antigone (Sofocle) aveva, già all'epoca,  sottolineato l'eterno conflitto presente tra legge umana (atto giuridico) e divina (riflesso della coscienza) e di come una delle due potesse sovrastare l'altra.
I valori etici del diritto si basano innanzitutto sui Diritti umani, ovvero quei valori dati da quello che noi consideriamo giusto. Di Diritti umani si è cominciato a parlare ampiamente dopo la Seconda Guerra Mondiale, con la "Dichiarazione Universale dei Diritti dell'Uomo". In Europa, in particolare, c'è un insieme di regole che riconoscono tali principi come fondamentali. La Dichiarazione è infatti la base comune che informa tutto il sistema giuridico europeo, il quale accoglie come principi fondamentali i seguenti:

### Libertà, uguaglianza, fraternità
- art. 2 della Costituzione della Repubblica italiana: La Repubblica riconosce e garantisce i diritti inviolabili dell'uomo, sia come singolo sia nelle formazioni sociali ove si svolge la sua personalità, e richiede l'adempimento dei doveri inderogabili di solidarietà politica, economica e sociale.
- art. 3 della Costituzione della Repubblica italiana: Tutti i cittadini hanno pari dignità sociale e sono eguali davanti alla legge, senza distinzione di sesso, di razza, di lingua, di religione, di opinioni politiche, di condizioni personali e sociali. È compito della Repubblica rimuovere gli ostacoli di ordine economico e sociale, che, limitando di fatto la libertà e l'eguaglianza dei cittadini, impediscono il pieno sviluppo della persona umana e l'effettiva partecipazione di tutti i lavoratori all'organizzazione politica, economica e sociale del Paese.
- art. 1 della Dichiarazione Universale dei Diritti dell'Uomo: Tutti gli esseri umani nascono liberi ed eguali in dignità e diritti. Essi sono dotati di ragione e di coscienza e devono agire gli uni verso gli altri in spirito di fratellanza.

#### Libertà
- Libertà d'espressione: 
  - art. 21 della Costituzione della Repubblica italiana
  - art. 19 della Dichiarazione Universale dei Diritti dell'Uomo
- Libertà d'accesso alla cultura:
  - art. 27, I co. della Dichiarazione Universale dei Diritti dell'Uomo
- Libertà d'iniziativa economica:
  - art. 41 della Costituzione della Repubblica italiana

#### Uguaglianza
- - Diritto all'educazione:
    - art. 26, Dichiarazione Universale dei Diritti dell'Uomo: "L’istruzione tecnica e professionale deve essere messa alla portata di tutti e l’istruzione superiore deve essere egualmente accessibile a tutti sulla base del merito."
    - Fraternità
- Mutualità
  - art. 45, della Costituzione della Repubblica Italiana : "La Repubblica riconosce la funzione sociale della cooperazione a carattere di mutualità e senza fini di speculazione privata. La Legge ne promuove e favorisce l'incremento con i mezzi più idonei e ne assicura, con gli opportuni controlli, il carattere e le finalità. La Legge provvede alla tutela e allo sviluppo dell'artigianato".[21]

### Riservatezza
- Art. 2 della Costituzione della Repubblica Italiana [22]
- Art. 3 della Costituzione della Repubblica Italiana[23]
- Art. 13 della Costituzione della Repubblica italiana
- Art. 14 della Costituzione della Repubblica italiana
- Art. 15 della Costituzione della Repubblica italiana

### Diritto d'autore
- art. 27 della Dichiarazione Universale dei Diritti dell'Uomo è alla base del diritto d'autore. I commi I e II dichiarano infatti che:
  1. Ogni individuo ha diritto di prendere parte liberamente alla vita culturale della comunità, di godere delle arti e di partecipare al progresso scientifico ed ai suoi benefici.
  2. Ogni individuo ha diritto alla protezione degli interessi morali e materiali derivanti da ogni produzione scientifica, letteraria e artistica di cui egli sia autore.

## Storia
La storia dell'etica è costituita dalla successione delle riflessioni sull'uomo e sul suo agire. I filosofi hanno da sempre riservato un notevole spazio ai problemi etici. Tra essi si ricordano in particolare Socrate, Platone, Aristotele, Niccolò Machiavelli, Ugo Grozio, Jean-Jacques Rousseau, Kant, Max Scheler. Furono interessati al tema anche Giambattista Vico, Johann Gottfried Herder, Friedrich Schiller, Georg Wilhelm Friedrich Hegel, Ralph Waldo Emerson, Arthur Schopenhauer, Friedrich Nietzsche, Sigmund Freud.
La riflessione occidentale sull'etica nasce con Socrate, Platone ed Aristotele, viene poi approfondita dalla Scolastica, ma si afferma in modo deciso soprattutto con l'illuminismo e in particolare con Immanuel Kant, che tenta di definire i presupposti razionali dell'agire morale dell'uomo, richiamandosi alla necessità di un'etica del tutto svincolata da ogni finalità esteriore e impostata su un rigoroso senso del dovere e del rispetto della libertà altrui (l'etica, dunque, come "imperativo categorico").
Per quanto riguarda le culture extraeuropee, grande rilevanza ha il pensiero filosofico cinese. I filosofi cinesi hanno sempre dato una grande importanza all'etica, trattando di essa con maggior interesse e profondità rispetto ad altri argomenti filosofici. I maggiori filosofi cinesi che si sono interessati di etica sono Confucio, sicuramente il più importante, Mencio, Laozi, Mozi. Poiché nelle culture orientali la distinzione tra filosofia e religione spesso non è chiara e netta, molto importanti per il pensiero etico sono stati anche il Taoismo e il Buddhismo.

### Senofane e Solone
Senofane, Solone e i poeti della comunità misero in rilievo come il valore del virtuoso si delinei attraverso l'arte del buon governo. La virtù diviene capacità di esprimere e seguire le leggi. La civiltà ateniese è la patria, dunque, della virtù e dei virtuosi, dal momento che spiccava per la sua stabilità. Atene era basata su buone leggi fatte da persone che si potevano affiancare per virtù ai guerrieri omerici.

### Pitagora ed Empedocle
L'etica, secondo Pitagora, è dotata di una forte valenza conoscitiva: virtuoso è colui che possiede la sapienza, in particolare il matematico. In Pitagora sono inoltre presenti elementi della tradizione orfica esoterica.
Empedocle fornisce una testimonianza di quanto la dottrina orfico-pitagorica sia incentrata sull'etica, parlando di una pena dolorosa che l'anima deve scontare per una colpa (amartema) dovuta a uccisione o spergiuro (si pensi al mito di Prometeo). La caduta nel corpo mortale è dunque una punizione conseguente alla colpa, ma è anche l'unico mezzo di riscatto per arrivare alla salvezza. È solo mediante l'esercizio ascetico praticato durante la vita corporea, infatti, che l'anima può purificarsi, scontare la sua colpa, uscire dal ciclo delle reincarnazioni e tornare presso il divino da cui proviene.

### I sofisti
I sofisti svolgono un ruolo importante in campo etico. Essi distinguono fra virtù arcaiche e virtù del cittadino. Il compito del sofista è, nella loro visione, quello di porsi come mediatore fra i cittadini comuni e la legge (ognuno deve essere giudice di sé e degli altri). I sofisti sono dunque i primi educatori civili, perché sono i primi a sostenere che le virtù sono molteplici e insegnabili. I sofisti sono dei relativisti morali, ossia ritengono che le leggi siano relative all'uomo che le emana; essi pertanto le contestualizzano, privandole dell'aura di Assoluto e di Universalità di cui fino ad allora esse godevano. Le leggi, e quindi la morale, sono convenzioni che dobbiamo creare per il buon vivere civile.

### Socrate e Platone
Socrate (469-399 a.C.) è considerato il padre fondatore dell'etica: la sua riflessione è antropologica (da ànthropos, "uomo") ed etica (da èthos, "comportamento"), quindi incentrata sul comportamento dell'uomo. Non avendo egli lasciato nessuno scritto, la conoscenza della sua teoria etica è resa possibile solo attraverso i dialoghi di Platone. L'interrogazione sul tò agathòn ("Bene") avviene ricercando la sophia ("sapienza") attraverso criteri razionali basati su una concezione universale della morale, in antitesi alla sofistica. La sua etike theoria ("teoria etica") consiste nell'intellettualismo etico, secondo cui il bene si realizza praticando la virtù del sapere: per fare il bene occorre conoscerlo. La ricerca del bene finalizzato alla verità si attua nel dialogos (l'argomentare della conversazione) che utilizzava lo strumento critico dell'elenchos (confutazione), applicandolo prevalentemente all'esame in comune (extazein) di concetti morali fondamentali, tendendo alla verità su sé stessi (dàimon) per perseguire sia il bene privato, sia quello della polis (città).
Ciò è possibile sviluppando in sé l'areté (virtù o disposizione) che consiste nella sapienza, ovvero nella scienza del bene, e in un legame di solidarietà e giustizia tra gli uomini. Socrate vuole combattere sia il relativismo etico dei sofisti sia l'atteggiamento dei cosiddetti eristi, dediti al discorso basato sulla pura convenzionalità del linguaggio senza alcuna preoccupazione per il suo contenuto di verità. Per realizzare il suo scopo Socrate ritorna in un certo senso alla tradizione, al fine di estrapolare da essa gli elementi che rendono l'uomo migliore, recuperando la concezione di ordine morale inteso come riflesso dell'ordine del cosmo. Socrate tenta di stabilire la natura stessa della virtù, si pone il problema della definibilità della virtù e giunge alla determinazione concettuale della definizione attraverso il τι εστι (la domanda "che cosa è?"). Non si preoccupa di stabilire quali sono i casi particolari in cui si esprime la giustizia, ma è interessato alla giustizia in sé, a partire da un'ottica universale. L'argomentazione di Socrate si basava sulla famosa maieutica socratica, rivolta all'interpretazione della natura umana, ma a differenza dei sofisti per Socrate l'etica non è insegnabile: il filosofo può solo aiutare a generarne i concetti e dalle esperienze, sulla stregua di una gestazione, con ciò includendo finalmente un aspetto storico individuale.
La riflessione di Platone (427-347 a.C.), pur essendo anche metafisica e ontologica, è analogamente incentrata sull'uomo e sull'etica. Le principali opere che vertono sull'etica sono: Apologia di Socrate, Repubblica, Gorgia, Filebo. Per Platone il tò agathòn (bene o buono) consiste nell'idea (eidos) del Bene, origine di tutto, che è la conoscenza massima, situata al di sopra della conoscenza discorsiva o razionale (diànoia): come in Socrate, pertanto, essa non può essere insegnata o trasmessa verbalmente, non essendo sottoponibile a una discussione pubblica intorno alla sua essenza; soltanto il sapiente potrà riconoscere l'indefinibilità (o anche la sua indifferibilità, che consiste nel dover dimostrare in persona) assoluta del bene, possedendo la scienza di ciò che è utile per la comunità intera.
Se non è possibile dire cosa è il bene, si può almeno dire cosa non è: esso è diverso dal piacere come grattarsi una ferita che prude; è diverso dal bello perché non è automaticamente utilità o vantaggio. Per giungere a conoscere l'idea del Buono occorre fare uso del dialogos socratico, al fine di purificare il sapere tipico della dianoia (ragione) e del nous (intelligenza), elevandosi al di sopra della doxa (opinione) per giungere infine all'episteme (scienza), passando attraverso i quattro gradi del conoscere:
1. Immagini sensibili (eikasia);
2. Credenza (pistis);
3. Ragione discorsiva (dianoia);
4. Intellezione (nous o noesis).

Si arriva così alla fine a conoscere la relazione tra tutte le idee (dialettica) fino all'idea suprema di Bene, Una e universale, "al di là dell'essere" (epekeina tes ousias), cercata per sé stessa poiché compiuta (teleon).
Rifacendosi alle concezioni orfico-pitagoriche, Platone gioca sull'assonanza sema e soma ("corpo" e "tomba" dell'anima, costretta a espiare una colpa attraverso la caduta nel corpo); nel Fedro egli sostiene che l'anima possa uscire provvisoriamente dal ciclo delle reincarnazioni, per poi tornarvi in forma degenerata, oppure, in alternativa uscirne definitivamente e tornare presso gli dèi. Nel Fedone, invece, Platone si mantiene più vicino alla tradizione orfica e sostiene che l'anima o raggiunge gli dèi o si reincarna sempre. Non si può essere felici senza essere morali.
Ritorna inoltre in Platone l'intellettualismo etico, perché l'aretè ("virtù") consiste per i filosofi nella sophia ("sapienza"), mentre per i guerrieri nell'andreia ("coraggio"), e per la classe dei produttori nella sophrosyne ("temperanza"), secondo la sua concezione dello Stato filosofico. La dikaiosyne ("giustizia") scaturisce per la città dalla conoscenza e dall'armonico conseguimento del rispettivo bene da parte di ognuna delle tre classi.

### Aristotele e la sua etica
Aristotele (vissuto fra il 384 ed il 322 a.C.) ha dedicato molti scritti alla questione dell'etica, di cui ha anche coniato il termine: etiké theoria o techné.
La sua riflessione è antropologica e ontologica.
Opere: 
- Etica Nicomachea
- Etica Eudemia
- Grande Etica, conosciuta anche come Magna Moralia[26]

Della paternità aristotelica dell'Etica Nicomachea aveva dubitato Cicerone e nel XIX secolo si è cominciato a pensare che l'Etica Eudemia fosse stata scritta da Eudemio Rodio, un discepolo di Aristotele. Oggi i dubbi riguardano soprattutto i Magna Moralia, comunemente considerati uno scritto di scuola, probabilmente successivo agli anni dell'insegnamento di Aristotele. Tralasciando le questioni di autenticità, possiamo sostenere che le opere di Aristotele hanno una struttura simile e i temi principali vengono affrontati sempre nella medesima successione:
- Il concetto del Bene Supremo e della Felicità
- La virtù etica in generale e le virtù etiche in particolare
- Le virtù dianoetiche o intellettuali
- I vizi, la mancanza di autocontrollo
- L'amicizia
- La virtù perfetta, la felicità completa.

Lo scopo dell'etica aristotelica è la realizzazione di ciò che è il bene per il singolo individuo. Egli non pensa che il fine dell'etica sia il raggiungimento del bene assoluto come lo intendeva Platone, di quell'idea del bene supremo principio della realtà e del mondo delle idee e quindi estraneo alla vita pratica dell'uomo. Tuttavia il bene supremo è alla portata dell'uomo con il conseguimento della eudaimonia, la felicità, che si può conseguire solo quando questa è autosufficiente;  la felicità, ad esempio, non può essere la ricchezza poiché questa è un mezzo da utilizzare per altri fini. Per Aristotele la felicità deve essere qualcosa di desiderabile per sé, e questa è solo «l'opera (o attività) propria dell'uomo», cioè l'esercizio di quella facoltà che caratterizza l'uomo: l'attività razionale, un agire pratico secondo la ragione, che però arrecherà felicità solo se compiuto in modo eccellente. Per l'uomo quindi la felicità sarà l'esercizio eccellente di opere conoscitive e pratiche della ragione.
In Aristotele cade l'idea platonica per cui il bene del singolo è il bene assoluto che è l'essere. L'etica non è più scienza dell'essere, ma scienza del divenire. Aristotele si propone la fondazione dell'etica come sapere pratico autonomo. Egli è dunque un cognitivista etico, al pari di Kant. La filosofia deve formare l'uomo nel suo scoprire il modo di agire per raggiungere il bene. L'Etica Nicomachea innanzi tutto non è destinata alla lettura dei giovani, per la mancanza dell'esperienza necessaria alla comprensione dell'opera e per il loro lasciarsi trasportare dalle passioni. L'opera è rivolta a chi già possiede le virtù, ma è incapace di operare una scelta morale. Il testo parte proprio dal concetto di praxis, poiché in essa è insita l'etica stessa.
Aristotele si domanda in primo luogo cosa è il bene per l'uomo, cosa è l'ευδαιμονια (generalmente tradotta come "felicità", ma forse questa è una traduzione un po' riduttiva). E il bene per l'uomo è "ciò verso cui ogni cosa per natura tende". Ogni cosa, per Aristotele è in costante evoluzione, proprio perché ogni cosa si evolve, cerca di raggiungere un fine superiore alla posizione in cui si trova, tende, dunque, ad un fine ultimo che è il suo proprio fine naturale. Ogni cosa tende a realizzare sé stessa, per essere sé stessa.
Aristotele propone una distinzione fondamentale fra virtù etiche e virtù dianoetiche:
- sono etiche quelle virtù della orexis, della zona desiderante e passionale;
- sono dianoetiche quelle virtù che si conseguono attraverso l'insegnamento, per cui il loro spazio è quello della scuola e del sapere teorico.

Ciò che è fondamentale per Aristotele è la phronesis, la prudenza, perché questa è il sapere che orienta all'azione e soltanto la phronesis, facendosi habitus (o disposizione morale), consente non solo di discernere i fini da perseguire, ma anche di individuare i mezzi con cui realizzarli. Aristotele critica duramente Platone e la sua concezione della morale. Platone sosteneva che l'immortalità dell'anima è il vero soggetto della felicità morale; Aristotele rinuncia a una concezione dell'anima come individualmente immortale. Il premio per chi agisce bene è, per Aristotele, la felicità in questa vita e in questo mondo e, di conseguenza, non vi sarà altro dolore e punizione per chi agirà male che l'infelicità in questa vita ed in questo mondo. Aristotele critica Platone anche per la sua idea che il bene sia qualcosa di comune che si dice con una sola idea. Per Aristotele ogni forma di sapere, ogni praxis, ogni scelta sono orientate ad un loro specifico fine e, dato che il bene è ciò verso cui ogni cosa tende, la molteplicità fattuale di questa tendenza produce un'altrettanto irriducibile molteplicità di fini, e quindi, di beni.
Non è possibile parlare di bene in senso unitario se non per analogia, come di una posizione fondamentale comune che designa ciò che costituisce il fine di ogni singola azione orientata. Infatti per Aristotele ci sono tre tipi di bene:
- il bene in sé, vale a dire l'eudaimonia
- il bene per altro, ossia un effetto desiderato in funzione di un altro fine, per cui questo bene risulta essere un mezzo più che un vero e proprio fine.
- il bene universale, dei molti, dei cittadini della polis che vale più del singolo bene per cui la politica viene a coincidere con la ricerca del bene di tutti.

### Stoicismo ed Epicureismo
Il termine di riferimento nella speculazione stoica ed epicurea è principalmente la natura.
Per gli stoici l'etica consiste nel conformarsi alle leggi della natura, che per l'uomo si traducono nel vivere secondo ragione; il cosmo è retto da un ordine razionale e l'uomo può entrare a far parte di questo ordine tramite le virtù dell'autocontrollo, dell'ascetismo e del distacco dalle passioni. "Vivere secondo natura" significa dunque "vivere secondo virtù". La virtù è qualcosa di razionale, è tutto ciò che si oppone alle emozioni. Essa è Una, perché le altre virtù non sono altro che manifestazioni dello stesso Logos in situazioni diverse e con scopi diversi. Le emozioni che vengono a turbare l'anima sono, per gli stoici, quattro:
- dolore
- piacere
- desiderio
- paura.

L'uomo deve saper dominare queste emozioni e vivere secondo dovere. Il dovere è una prescrizione, una regola. Per gli epicurei, invece, la natura è indifferente all'uomo, essa non può né salvarlo, né danneggiarlo. Essi vivono la natura come qualcosa di causale, per cui non distinguono tra vizio e virtù. Le azioni dell'uomo vanno valutate in sé stesse, per la loro immediata fruibilità. Il criterio di misura attraverso cui giudicare le azioni è il piacere. Esso è princìpio e fine della vita beata e consiste fondamentalmente nella mancanza di dolore. Il piacere è, dunque, direttamente collegato con l'atarassia. L'unica possibilità di vita serena, e nello stesso tempo non solitaria, è vivere con un gruppo di amici con i quali discutere pacatamente, evitando qualsiasi desiderio e bisogno non strettamente necessario.

### Confucianesimo
Il più importante e influente filosofo cinese è senza dubbio Confucio. Il suo pensiero è alla base stessa della cultura orientale e in particolare egli si è soffermato sull'etica e la morale. Secondo lui, la virtù deriva dall'armonia nel rapporto con gli altri. Alla base di ogni rapporto e società c'è il lĭ, traducibile con rito, ovvero quella serie di comportamenti o tradizioni che regolano i rapporti sociali e permettono la stabilità e prosperità della società. Al fianco del lĭ vi è lo yì, cioè la rettitudine, intesa come perseguimento del bene superiore, il fine di ogni cosa. La differenza tra lĭ e yì è sottile: secondo il lĭ la ricerca del proprio bene particolare non è condannabile finché non entra in contrasto con le regole della società, ma per lo yì sarebbe preferibile la ricerca del bene comune. Fondamentale è anche il concetto di rén, la benevolenza, cioè la virtù di adempiere perfettamente ai doveri verso gli altri, che contiene quindi i nostri concetti di umanità, pietà, compassione. Da ciò deriva quindi la regola d'oro secondo il confucianesimo: non fare agli altri ciò che non vorremmo per noi.

### Pietro Abelardo
Il pensiero medioevale vede come uno dei massimi problemi la diatriba dialettica fra fede e ragione. Il compito che la filosofia scolastica si propone è proprio quello di risolvere tale questione. Abelardo insegna per un lungo periodo logica a Parigi. Egli segna l'avvio ad una teologia sistematica attraverso l'applicazione che egli fa dell'analisi logica alla riflessione del dato rivelato. Nel testo Sic et Non, Abelardo esamina 158 casi in cui le autorità patristiche e conciliari si trovano in disaccordo e, per risolvere tali questioni, propone di mettere in atto una ricerca personale, la sola capace di portare alla scoperta della verità. L'applicazione di tale metodo è definibile "socratica" ed è rintracciabile nella tipica disputatio dei XIII-XVI secc.
Vale a dire che dato l'argomento di discussione (Quaestio) si studiano le argomentazioni ad essa favorevoli (videtur quod sic) e quelle contrarie (sed contra) per arrivare poi alla conclusione (Respondeo). Abelardo non intende in questo modo mettere in discussione le autorità o sottomettere la fede alla ragione, dal momento che egli difende costantemente la superiorità del dato rivelato, mentre invoca la dialettica per definire le questioni non chiaramente stabilite dalle Sacre Scritture. Per Abelardo, dunque, il criterio della moralità degli atti non è fissato dalla sola norma esteriore, ma anche dalla coscienza, dall'intenzione con cui il soggetto compie un'azione: buono è solo l'atto che sia rettamente inteso e voluto come tale.

### Bernardo di Chiaravalle
Bernardo di Chiaravalle è in un primo ordine di considerazioni un mistico medioevale. Ciò significa soprattutto che per Bernardo non è importante parlare di Dio o dimostrarne l'esistenza, ammesso che si possa, ma è importante parlare con Dio, discretamente, in silenzio. Essere un mistico nel medioevo significa anche credere nella "mortificazione del corpo" (il termine ascesi è infatti direttamente collegato al "mortum facere corpum", ossia al distacco dal corpo e da tutto quello che ad esso è collegato). L'uomo per questo autore, non si salva se non attraverso la mistica e l'ascesi. In Bernardo di Chiaravalle l'uomo è rappresentato dal basso, è "generato dal peccato, peccatore e generatore di peccatori. È ferito fin dall'ingresso in questo mondo, quando ci vive, quando ne esce. Dalla sommità del corpo alla punta dei piedi non ha nulla di sano".

### Gioacchino da Fiore
Nel XIII secolo Gioacchino da Fiore esercitò una notevole influenza sulla filosofia scolastica, soprattutto quella di origine francescana, ed esercitò un ruolo di importanza strategica fra Papi e sovrani, che lo consideravano quasi un profeta o un indovino. Fu così clamoroso il suo annuncio dell'imminente fine del mondo. Il monaco cistercense scrisse un testo in cui espose un'Apocalisse nuova. Nella sua escatologia, Gioacchino da Fiore insiste in modo particolare sul fatto che l'Antico Testamento anticipi il Nuovo e che il Nuovo Testamento sia compimento dell'Antico. Egli sostiene la fine di una vecchia Chiesa, di un vecchio mondo e di una vecchia età. Ne seguirà necessariamente l'avvento di una nuova spiritualità.

### Tommaso d'Aquino
Nel quarto libro della sua Summa contra Gentiles, Tommaso d'Aquino spiega il concetto di etica e quello di felicità come concetti cristiani, teonomizzati, ossia sotto la legislazione di Dio, non autonomi. Dio è il sommo bene che dà la felicità suprema. La concezione della vita non si riferisce ai beni immediati, materiali, ma a quelli superiori, alle virtù che in Aristotele sono soprattutto virtù dianoetiche. Per Tommaso d'Aquino la felicità suprema dell'uomo non si realizza su questa terra. La morale, l'etica, vanno quindi, in Tommaso d'Aquino, oltre la prospettiva rigorosamente intellettualistica aristotelica, anche se la concezione dell'uomo è ripresa in gran parte proprio da Aristotele.
Il soggetto dell'etica è l'operazione umana ordinata ad un fine oppure anche l'uomo in quanto è colui che agisce volontariamente in ordine ad un fine.
L'etica tomista fu la prima a porre un principio etico valido per qualsiasi essere ragionevole, identificandolo con la conoscenza di Dio che coincide con la perfezione e beatitudine dell'ente e che reca la gioia alla sostanza intellettuale.

### Montaigne
Nel Rinascimento abbiamo una corrispondenza fra microcosmo e macrocosmo. L'uomo è al centro del mondo. Nasce la scienza e con essa, l'etica si ritira nei luoghi della saggezza. Montaigne costruisce una "morale del dotto", secondo cui gli uomini agiscono in base alle abitudini acquisite. Egli opera un'accurata descrizione dell'uomo nella sua variabilità d'animo. Montaigne nutre una smisurata sfiducia nel fatto che la scienza possa stabilire un rapporto univoco fra microcosmo e macrocosmo: la parte, secondo il filosofo, non può conoscere il tutto di cui è parte. Variabilità e varietà sono, dunque le due caratteristiche della conoscenza morale, proprio in quanto consustanziali dell'uomo.

### Il giusnaturalismo
Il giusnaturalismo ricerca fondamentalmente una legge dell'agire umano come descrizione (ossia una legge con valenza conoscitiva dell'etica) e una legge dell'agire umano come prescrizione (ossia una legge con valenza regolativa). Questa linea di pensiero si basa sul presupposto che il diritto abbia un fondamento oggettivo insito nella natura stessa. Ne deriva che è necessario prescrivere a ciò che è, ciò che deve essere. Il diritto, quindi, ha fondamento nella costituzione naturale dell'uomo.

### Ralph Waldo Emerson
Ralph Waldo Emerson è stato tra i primi a proporre un'etica individuale basata sulla fiducia in sé e della messa in discussione dei valori tradizionali, e uno dei pochi ad averlo fatto mantenendo il rispetto per la vita e l'esistenza, contrariamente, ad esempio, ad alcuni pensatori del nichilismo europeo.

### L'etica materiale di Max Scheler
In Max Scheler (1874-1928) è rintracciabile non una generica rivalutazione dei sentimenti, ma una precisa delimitazione di un sentire intenzionale su cui fondare l'etica. Se per Kant il discorso morale era universale proprio in quanto formale, in Scheler si basa su una legge dell'individuo, su un dover essere individuale che non è soggettivo o relativista in quanto è materiale cioè fondato nella sfera del sentire. Fine dell'etica è la formazione (Bildung) del sentire intenzionale della persona, che si articola in un preciso ordo amoris, attraverso l'esemplarità (Vorbild) dell'altro. I valori non sono astrazioni ideali, ma dati di fatto, fenomeni originali (Urphänomen), che vengono colti dal sentire alle spalle e prima della rappresentazione e del giudizio. Scheler distingue tra valori e beni: mentre i primi sono qualità assiologiche, i secondi sono le singole cose concrete mediante le quali vengono veicolati i valori (ad esempio: l'amicizia è un valore; l'amico è un bene). E mentre i valori possono diventare universali, i beni sono contingenti: se infatti l'amicizia è e resta tale, l'amico può tradire.
Scheler imputa a Kant l'aver confuso indebitamente beni e valori. Il sentire intenzionale rivela inoltre l'esistenza di leggi a priori che determinano una gerarchia oggettiva tra i valori, appresa attraverso l'atto del preferire, sul quale si fondano le scelte e correlata a gradi diversi della sfera affettiva. Scheler scrive espressamente che “il regno dei valori, tutt'intero, è sottomesso a un ordine che gli è costitutivo”. I valori sono più alti quanto più si allontanano dalla chiusura ambientale. Esaminiamo in concreto la gerarchia dei valori: 
1. i sentimenti sensibili o della sensazione, a cui sono correlati i valori sensibili compresi nella gamma tra gradevole e sgradevole;
2. i sentimenti corporei, legati allo stato del corpo, correlati ai valori del nobile e del volgare, dell'utile e del dannoso, su cui si fonda anche la vita associata, e i sentimenti vitali, legati alle funzioni del corpo, ai quali sono correlati i valori vitali come la generosità, il coraggio e così via;
3. i sentimenti legati all'anima o all'io, a cui sono correlati i valori spirituali e conoscitivi del vero e del falso, del bello e del brutto, del giusto e dell'ingiusto;
4. i sentimenti propri della persona ai quali sono correlati i valori religiosi del sacro. Questi sono i valori più alti e sono colti ad es. dagli atti dell'amare e odiare.

Gli atti di amore hanno infatti la prerogativa, stando a Scheler, di essere intenzionalmente diretti sempre verso persone, e la persona si colloca ad un livello superiore rispetto all'io ed è legata alla sfera del sacro; in questa sfera il valore è fondamentalmente personale. La gerarchia dei valori è disposta secondo strati che vanno dal livello corporeo a quello spiritualmente più puro della persona. Su questa base Scheler può criticare Husserl per aver posto al vertice l'io trascendentale che è una funzione universale puramente conoscitiva e impersonale: ciò significa, per Scheler, non riconoscere il primato della persona, ridotta a pura esemplificazione empirica di questa funzione conoscitiva universale. La vita morale consiste, invece, nella piena realizzazione della persona umana e, quindi, include costitutivamente sentimenti ed emozioni, in particolare la simpatia e l'amore. La persona è, per usare le parole di Scheler, “l'unità immediata del vivere per l'esperienza vissuta”: è, detto altrimenti, un'“unità immediata covissuta”, ossia un'immediatezza unitaria avvertita tramite le molteplici esperienze che il soggetto vive rapportandosi agli altri. Anche nella definizione del concetto di persona, Scheler si oppone a Kant, per il quale la persona era riducibile all'Io ed era contraddistinta da una totale aseità trascendentale. Per Scheler, al contrario, il concetto di persona dev'essere distinto da quello di anima, la quale implica il dualismo anima/corpo: la persona è un'“unità bio-psichica” di anima e corpo.